# Chikwawa
Chikwawa é um distrito do Malawi localizado na Região Sul. Sua capital é a cidade de Chikwawa.